# Gara Belgrad Glavna
Clădirea fostei Gări Principale din Belgrad (în sârbă Зграда старе Главне железничке станице, cu alfabet latin: Zgrada stare Glavne železničke stanice), cunoscută anterior ca Gara Belgrad-Glavna, este o clădire monumentală din Piața Sava din Belgrad, care a servit drept principala gară a orașului între anii 1884 și 2018. Construită după planurile arhitectului Dragiša Milutinović, clădirea are statutul de monument cultural de mare importanță. După închiderea pentru traficul feroviar, clădirea se află în proces de reconstrucție și adaptare pentru a deveni noul sediu al Muzeului de Istorie al Serbiei.

## Istoric

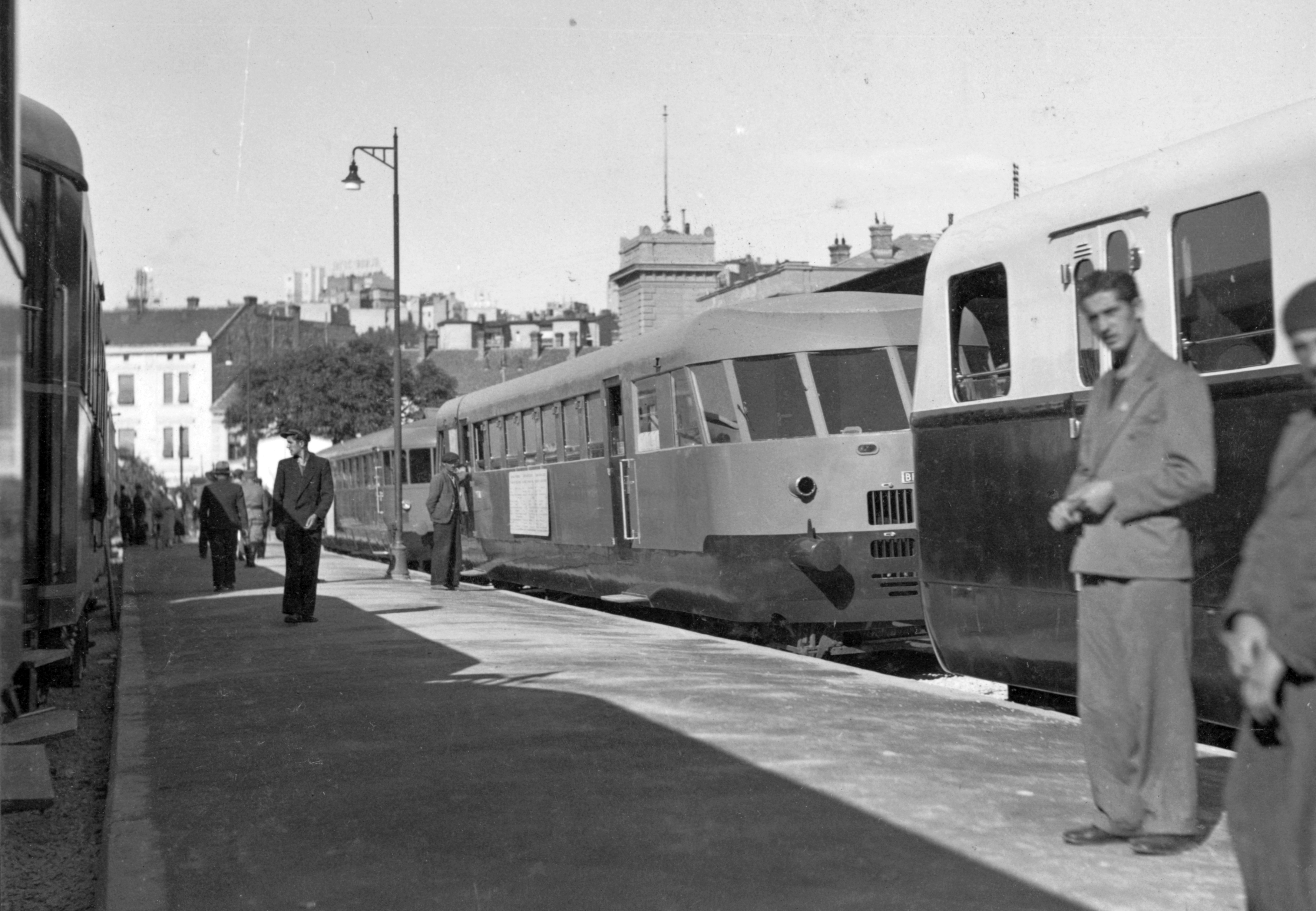
Prezentarea unui automotor în gară, 1937.

Construcția clădirii este direct legată de realizarea primei linii de cale ferată din Principatul Serbiei, Belgrad–Niš, care făcea parte din magistrala internațională Viena–Istanbul. Clădirea a fost construită între anii 1882 și 1885, după modelul gărilor din marile orașe europene, în stil academism. Locul unde a fost ridicată, o zonă mlăștinoasă cunoscută sub numele de Țiganska bara (Balta țiganilor) și mai târziu Bara Venecija, a fost ales datorită proximității față de râul Sava.
Primul tren din această gară a plecat spre Zemun cu onoruri princiare la 20 august (1 septembrie pe stil nou) 1884. Primii pasageri au fost regele Milan I Obrenović, regina Natalia și prințul moștenitor Alexandru.
De-a lungul istoriei sale, gara a fost martora multor evenimente istorice importante pentru Serbia și Iugoslavia. În 1980, cortegiul funerar al lui Iosip Broz Tito a trecut prin această gară. În 2015, în timpul crizei europene a migranților, gara a devenit unul dintre centrele de pe ruta balcanică.

## Închiderea și viitorul clădirii

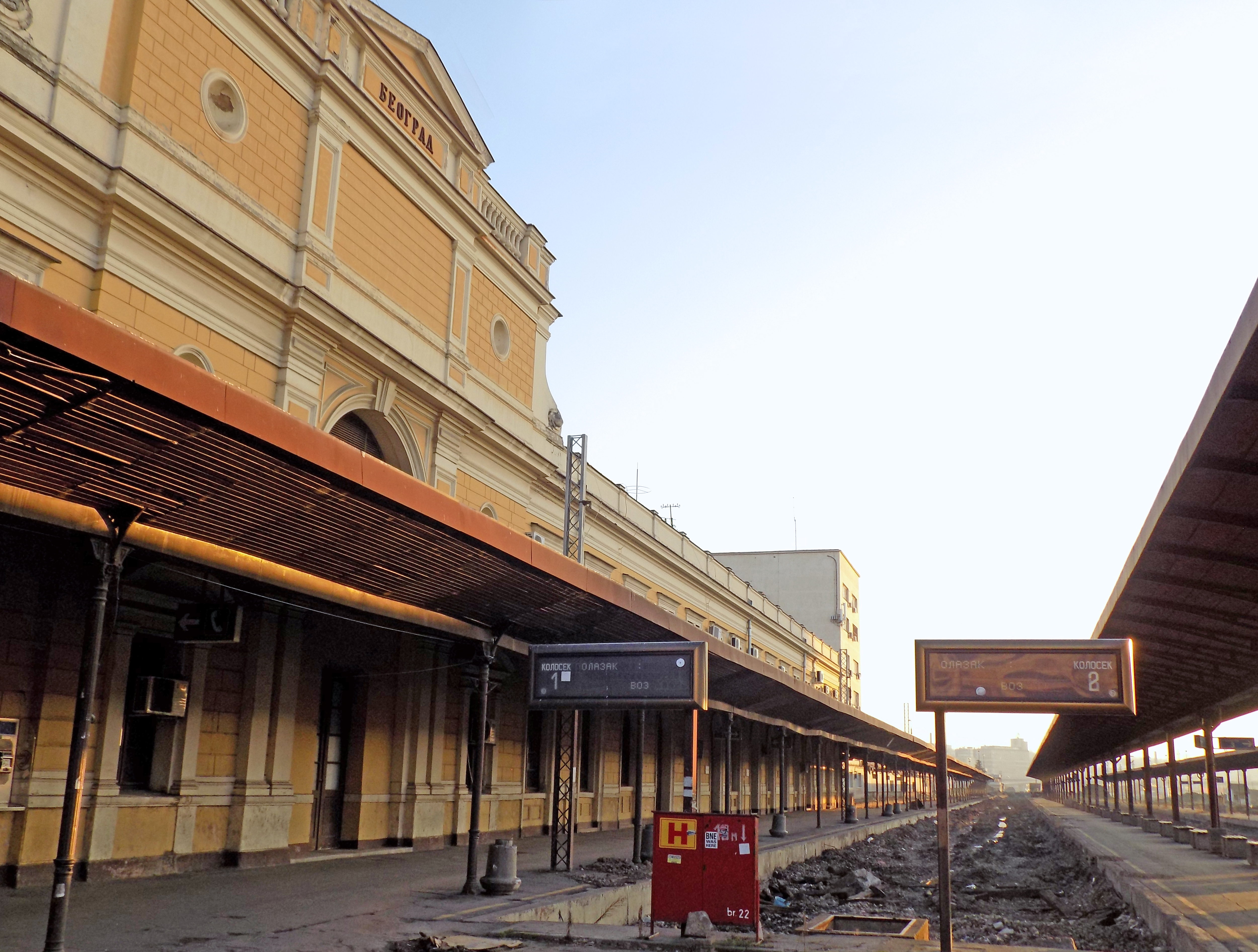
Casele de bilete după închiderea gării, 2019.

În cadrul proiectului de dezvoltare urbană Belgradul pe apă (Beograd na vodi), s-a decis mutarea principalului nod feroviar al orașului în noua stație Belgrad Centar (Prokop). Traficul feroviar a fost redus treptat, iar gara a fost închisă definitiv la 1 iulie 2018, odată cu plecarea ultimului tren spre Budapesta.
După închidere, s-a decis ca clădirea, fiind un monument cultural protejat, să fie renovată și adaptată pentru a deveni noul sediu al Muzeului de Istorie al Serbiei. Lucrările de reconstrucție a clădirii și de reamenajare a Pieței Sava din fața acesteia, unde a fost ridicat un mare monument al lui Ștefan Nemanja, au început în anii următori.

## Arhitectură
Clădirea gării este una dintre cele mai monumentale clădiri din Belgradul secolului al XIX-lea și un simbol al fostei capitale regale. A fost proiectată în spiritul academismului, ca o clădire reprezentativă. Compoziția arhitecturală este dominată de rizalitul central în stil clasicism, încununat de un fronton triunghiular. Clădirea este o mărturie a dezvoltării tehnice și arhitecturale a Serbiei din ultimele decenii ale secolului al XIX-lea.

## Galerie

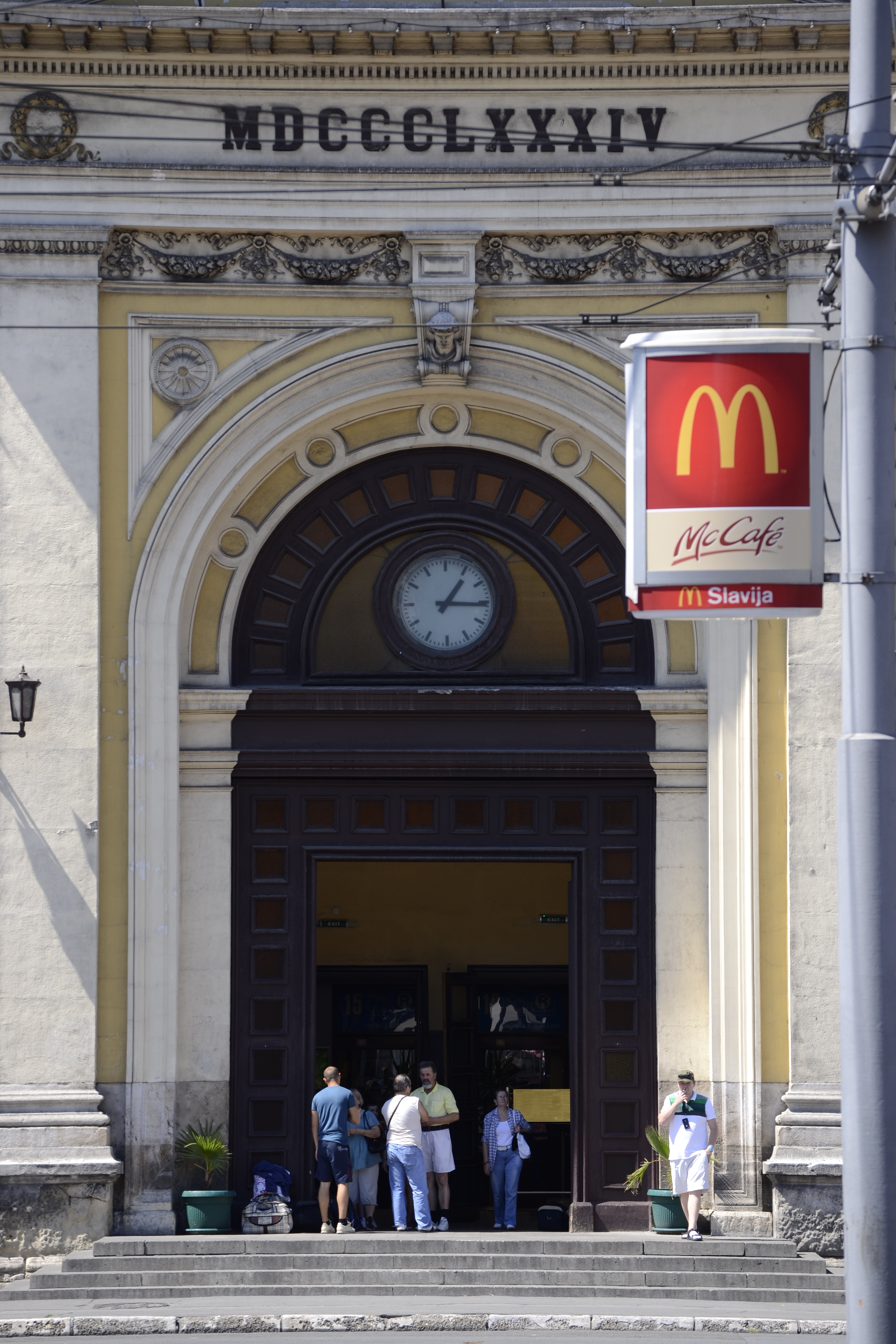
Detalii ale fațadei, 2012.
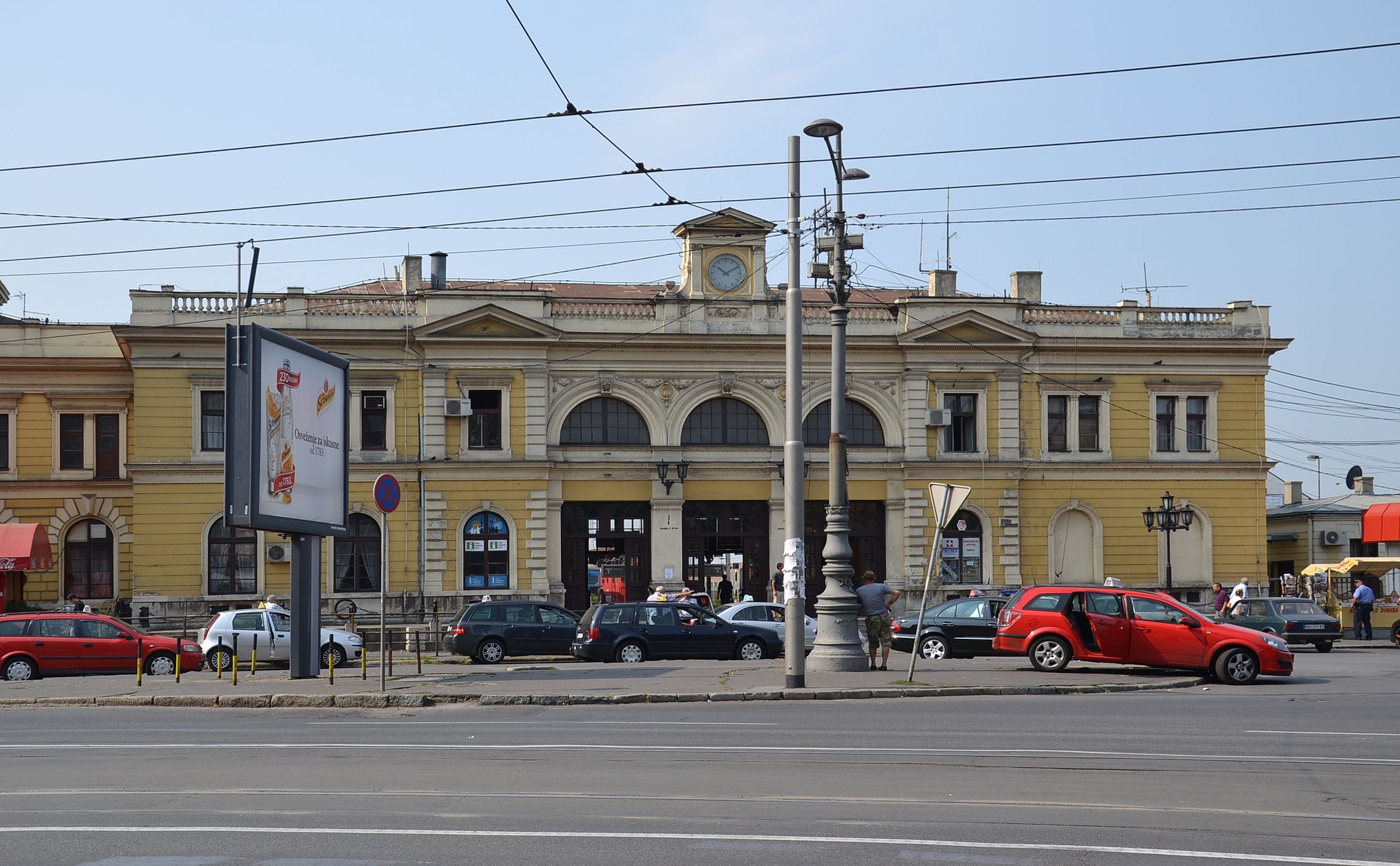
Vedere a clădirii
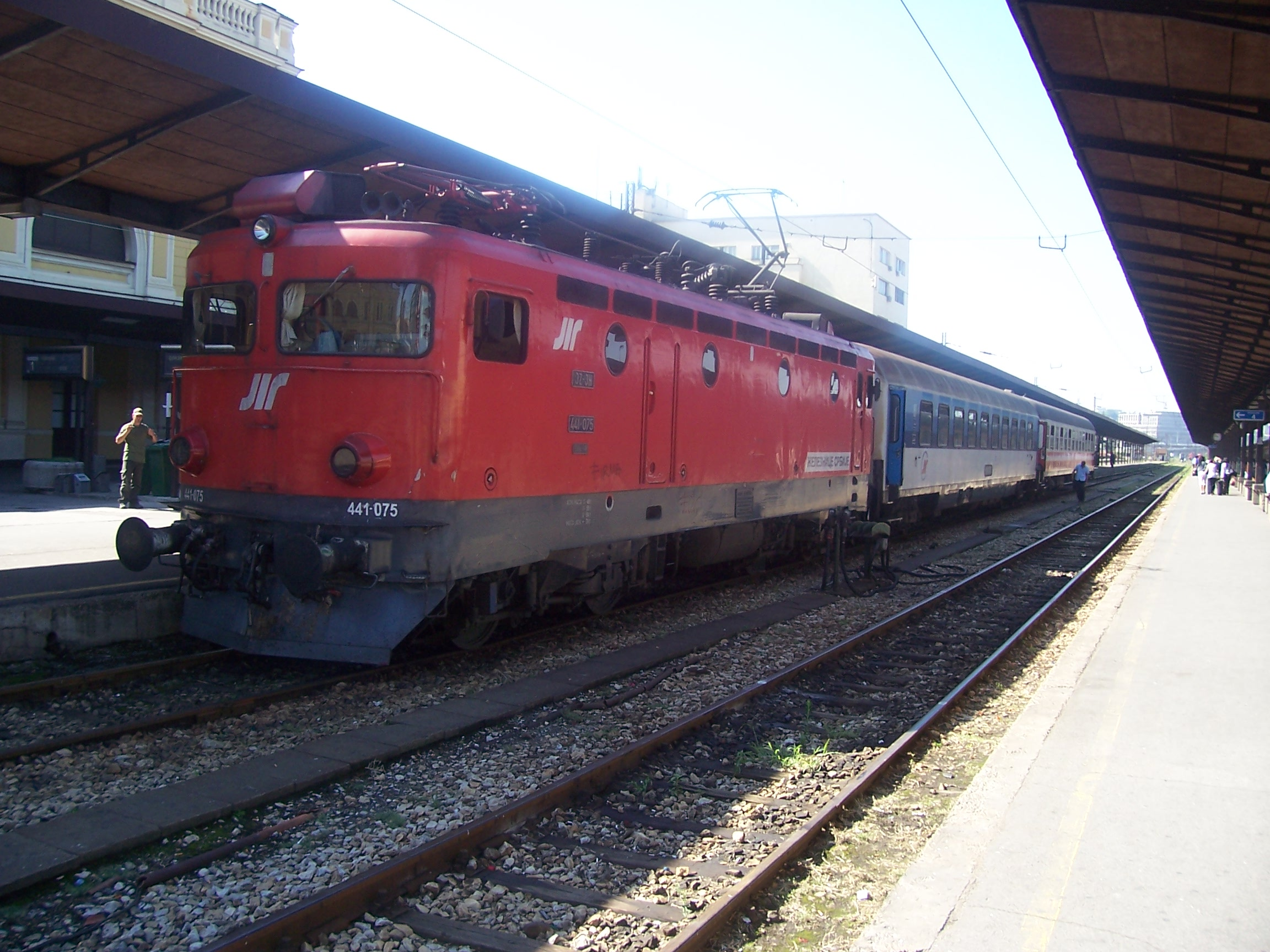
Gara în timpul funcționării, 2008.
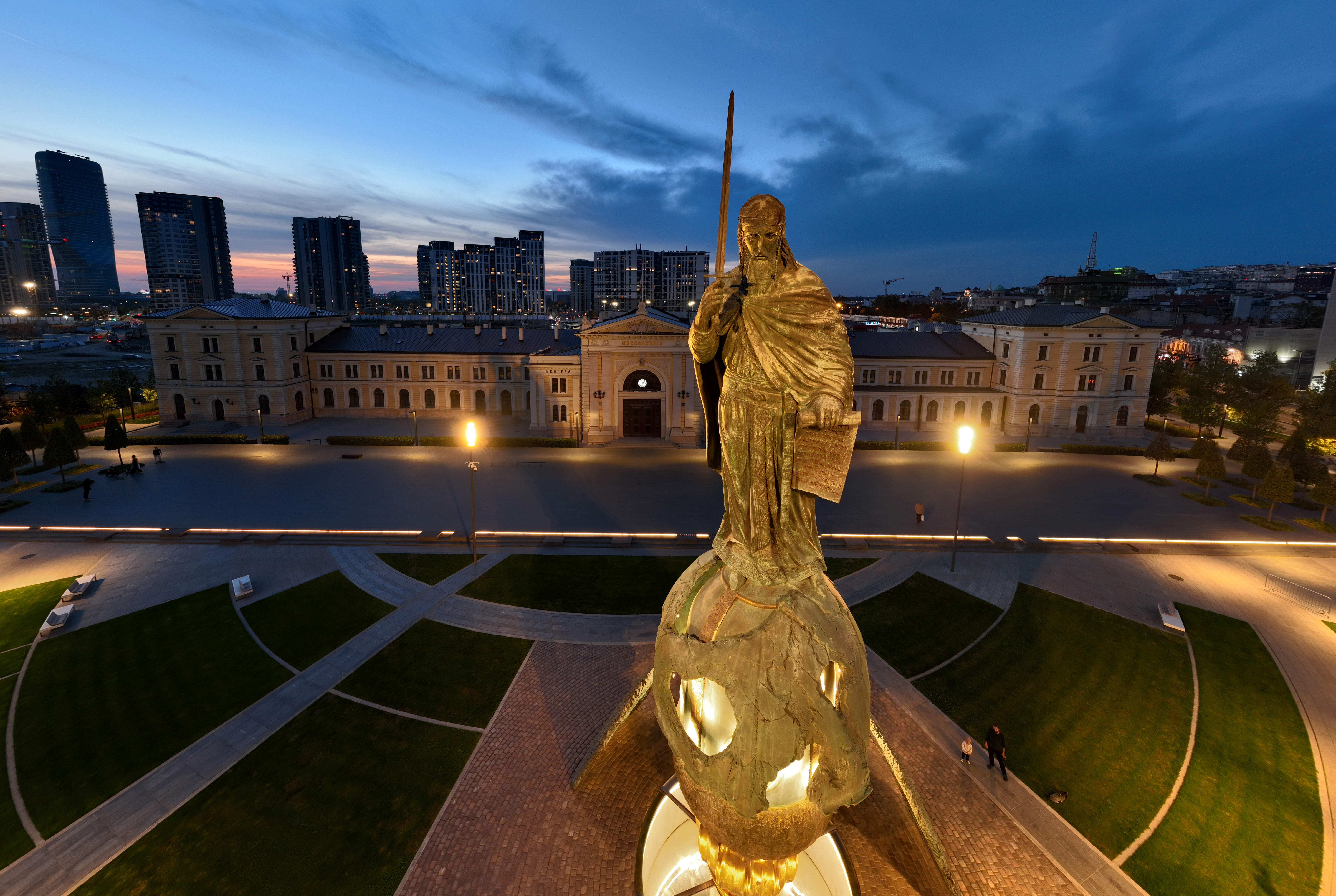
Clădirea și monumentul lui Ștefan Nemanja, 2023.
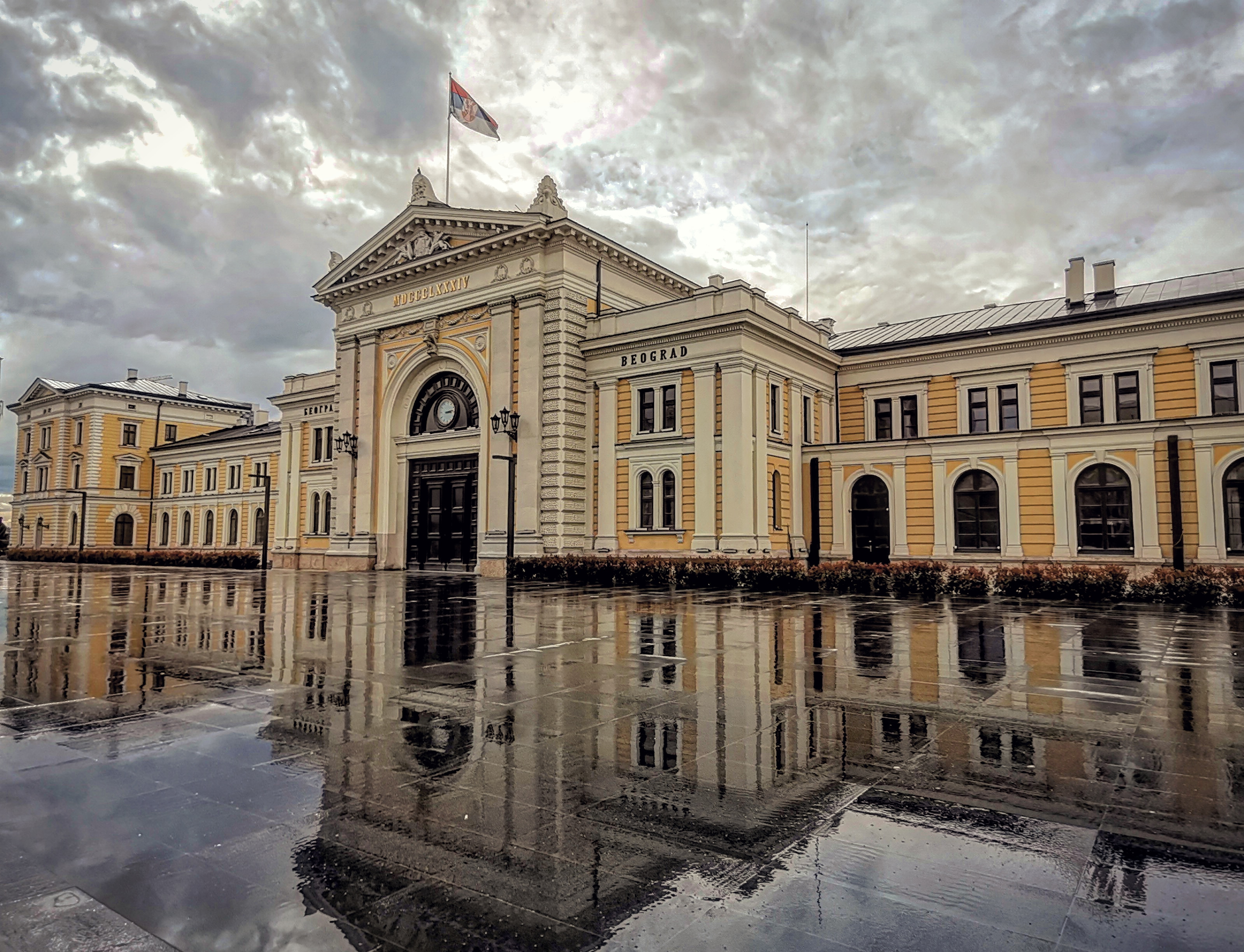
Clădirea în timpul reconstrucției, 2024.